# 红楼二尤
《红楼二尤》又名《鸳鸯剑》，是京剧传统剧目，取材于《红楼梦》第六十四至六十九回，讲述了尤二姐和尤三姐的悲剧故事，情节与原著略有不同。该剧以《红楼梦》中两位性格截然相反的次要角色为主角，描写了她们在封建制度下的悲惨命运，是四大名旦之一荀慧生的经典悲剧之一。

## 剧情
贾府管事赖嬷嬷之孙赖尚荣寿诞，邀请贾府众人过府赴宴，賈珍、贾琏、贾蓉和薛蟠受邀前往，贾珍之妻尤氏的继母尤老娘和两个继妹尤二姐、尤三姐在宁国府暂住，也受邀赴宴。没落世家子弟柳湘莲来到赖府，串演《雅观楼》的李存孝，被看戏的尤三姐看上。贾琏膝下无子，想要娶尤二姐，但又苦于妻子王熙鳳悍妒，二姐又与破落庄户张华指腹为婚。贾蓉投其所好，从中说和，贾琏赠送二姐随身九龙佩为聘，偷娶二姐为妾，为其在花枝巷买房居住，令其与张华退婚。三姐知道贾府险恶，苦劝姐姐无果。贾珍对二姐不怀好意，二姐躲至妹妹的房间，贾琏也随后到来。三姐假意与贾珍贾琏兄弟喝酒调笑，酒到兴头，痛骂兄弟二人。二人理亏，向三姐赔礼道歉。三姐对母亲和姐姐说出自己的心事，贾琏答应为她做媒。薛蟠外出经商遭遇山贼，幸遇柳湘莲出手搭救，二人义结金兰，又巧遇去平安州办事的贾琏。贾琏替三姐向柳湘莲索取聘礼，柳湘莲以家传鸳鸯剑相赠。柳湘莲误听传言，以为三姐是不洁之人，来到贾府欲索回聘礼。三姐羞愤难当，表明心迹，以鸳鸯剑自刎而死。柳湘莲追悔莫及，竟至疯癫。
王熙凤的心腹丫鬟平儿发现贾琏的九龙佩不见，王熙凤逼问贾琏的贴身小厮来旺，又叫来贾蓉询问，知道贾琏偷娶尤二姐之事。贾琏赴平安州办事得力，其父贾赦将婢女秋桐赐他为妾，然此女相貌丑陋，贾琏并不喜欢。王熙凤定下借刀杀人之计，借秋桐之手除掉二姐。王熙凤携平儿前往花枝巷，二姐此时已有身孕，听说大娘到来，大惊失色，但又不敢不见。王熙凤三言两语将二姐赚入荣国府，暗中授意秋桐百般折磨二姐，自己则冷眼旁观。贾琏对妻子的贤德感到奇怪。二姐终于看出王熙凤的毒辣，后悔自己先前的放荡，但已无法回头，孕中又被秋桐磋磨，争执中动了胎气，生下一子，秋桐故意用滚烫的开水给婴儿洗澡，把婴儿活活烫死。张华在王熙凤的授意下状告贾琏，贾琏匆忙前去应诉。二姐的不洁之名被坐实，失去了活下去的希望。王熙凤命秋桐给二姐灌下致命毒药和金子，二姐在痛苦中含恨而死。

## 创作背景
剧本创作于1932年，同年3月11日在北平哈尔飞戏院（今西单剧场）首演。主演多为“一赶二”：荀慧生前饰尤三姐（花旦），后饰尤二姐（闺门旦），赵桐珊（芙蓉草）前饰尤二姐，后饰王熙凤（花衫），金仲仁饰柳湘莲（小生），张春彦饰贾琏（老生，但不戴髯口，或曰大嗓小生），马富禄前饰薛蟠（丑），后饰秋桐（彩旦）。
2023年4月25日，由中国电影股份有限公司、国家京剧院、首都京胡艺术研究会出品，中国电影股份有限公司发行，夏钢、荀皓执导的戏曲电影《红楼二尤》上映。罗戎征饰尤三姐，唐禾香饰尤二姐。